# Pożyżewska
Pożyżewska (ukr. Пожижевська, Pożyżewśka) – szczyt o wysokości 1822 m n.p.m. znajdujący się w paśmie Czarnohory na Ukrainie. Wznosi się w grzbiecie głównym, pomiędzy Breskułem (Брескул, 1911 m) na północnym zachodzie a Dancerzem (Данціж, 1850 m) na południowym wschodzie. Od tego ostatniego Pożyżewska oddzielona jest przełęczą będącą najniższym obniżeniem grzbietu (ok. 1725 m) pomiędzy Howerlą a Popem Iwanem. Południowo-zachodnie zbocza opadają do doliny potoku Ozirnego (Озірний).
Na krótkim bocznym grzbiecie, odchodzącym od szczytu w kierunku północno-wschodnim i zajętym przez połoninę, znajdują się budynki stacji meteorologicznej i botanicznej. Badania naukowe rozpoczęto tu w roku 1899 i skupiały się one na przystosowaniu roślin górskich dla celów gospodarczych, udoskonaleniu metod wypasu owiec oraz eksperymentach z zastosowaniem sztucznych nawozów. Podczas I wojny światowej stacja została poważnie zniszczona, a jej odbudową zajęli się polscy naukowcy (m.in. Tadeusz Wilczyński) tuż po zakończeniu działań zbrojnych już w wolnej Polsce. Ponowne otwarcie nastąpiło w 1923 roku a stacja stała się Połoninowym Oddziałem Stacji Botaniczno-Rolniczej we Lwowie. Dostarczyła ona polskim badaczom dużych możliwości poznawczych fauny Czarnohory, co zaowocowało wieloma nowymi odkryciami botanicznymi. Obecnie stojące tu budynki wybudowano w latach 70. i 80. XX wieku.
W okresie międzywojennym przez szczyt przebiegała granica pomiędzy Polską a Czechosłowacją (słupek graniczny nr 37). Przez trawiasty wierzchołek prowadzi szlak turystyczny wiodący głównym grzbietem Czarnohory.